# شلة المشاغبين (فلم)
فيلم شلة المشاغبين فيلم مصري مدته 90 دقيقة تم عرضه في عام 1973م.

## القصة
ريكو مخرج لفرقة مسرحية مصرية، تأتى رسالة من متعهد حفلات في لبنان كى تذهب الفرقة إلى لبنان، وعند الوصول إلى هناك، تفاجئ الفرقة أن المتعهد قد مات، وترفض الزوجة تنفيذ العقد الذي تم ابرامه مع الفرقة، تعانى الفرقة من البطالة وتبحث عن فرصة عمل، تقع بطلة الفرقة في غرام شاب ثرى، يحاول مساعدة الفتاة، وهو في الوقت نفسه على علاقة مع الأرملة الشابة التي تعمل على مساعدة الفرقة في عمل حفل غنائى يلقى نجاحًا جماهيريًا.

## طاقم العمل
- إخراج:
  - محمد سلمان : (مخرج )
  - محمد مفتاح : (مخرج مساعد)
- تأليف: عصام المغربى : (قصة وسيناريو وحوار)

## التمثيل
- صباح : رشا
- عادل إمام : ريكو
- سعيد صالح : سلامة
- يونس شلبي : مجدي
- أحمد زكي : سيد
- صلاح السعدني : صبحي
- هادي الجيار
- حسن مصطفى
- منى السعيد
- مديحة كامل : مني
- عبد الله فرغلي : أبو المعاطي
- علي شمس الدين
- خالد السيد
- إبراهيم مرعشلي
- إحسان صادق : غالب
- نادية أرسلان
- زياد مكوك
- علي عز الدين